# أعمال مصرفية في الهند

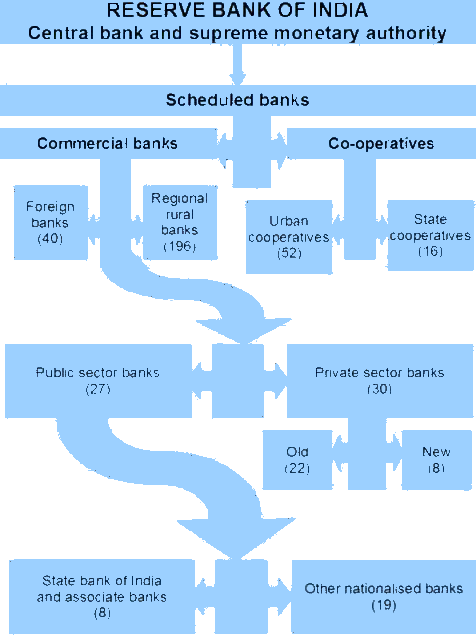
الهيكل المصرفي المجدول في الهند

نشأت الأعمال المصرفية الحديثة في الهند في منتصف القرن الثامن عشر.  كان بنك هندوستان من أوائل البنوك، الذي تأسس عام 1770 وأُحيل عام 1829-1832. والبنك العام للهند، الذي تأسس عام 1786 لكنه فشل في عام 1791.
أكبر وأقدم بنك لا يزال موجودًا وهو البنك الحكومي الهندي (SBI).  نشأ وبدأ العمل بأسم بنك كلكتا في منتصف يونيو 1806. في عام 1809، أعيدت تسميته إلى بنك البنغال. كان أحد البنوك الثلاثة التي أسستها رئاسة الحكومة، والبنكان الآخران هما بنكا بومباي في عام 1840 وبنك مدراس في عام 1843. دُمجت البنوك الثلاثة في عام 1921 لتشكيل البنك الإمبراطوري الهندي، وعقب استقلال الهند، أصبح البنك الحكومي الهندي في عام 1955. ولسنوات عديدة، عملت البنوك الحكومية كبنوك شبه مركزية، كما فعل حلفاؤها، حتى أُنشأ البنك الاحتياطي الهندي في عام 1935، بموجب قانون البنك الاحتياطي الهندي لعام 1934.
في عام 1960، مُنحت البنوك الحكومية الهندية السيطرة على ثمانية بنوك مرتبطة بالدولة بموجب قانون البنك الحكومي الهندي (البنوك الفرعية) لعام 1959. ومع ذلك، كان قرار إندماج هذه البنوك المرتبطة مع SBI حيز التنفيذ في 1 أبريل 2017. في عام 1969 قامت حكومة الهند بتأميم 14 بنكًا خاصًا رئيسيًا؛ كان البنك الهندي أحد البنوك الكبرى. في عام 1980 ، تم تأميم 6 بنوك خاصة أخرى. هذه البنوك المؤممة هي غالبية المُقرضين في الاقتصاد الهندي. وهي التي تهيمن على القطاع المصرفي بسبب حجمهم الكبير وشبكاتها المنتشرة على نطاقٍ واسع.
صُنف القطاع المصرفي الهندي بشكل عام إلى بنوك مجدولة وغير مجدولة.  البنوك المجدولة هي تلك البنوك المدرجة في الجدول الثاني في قانون البنك الاحتياطي الهندي لعام 1934. والبنوك المجدولة مصنفة كذلك إلى: البنوك المؤممة؛ البنك الحكومي الهندي والشركات المنتسبة إليها؛  البنوك الريفية الإقليمية (أربيس)؛ بنوك أجنبية وغيرها من بنوك القطاع الخاص الهندية. قامت الهيئة الفرعية للتنفيذ بدمج البنوك المنتسبة معها لإنشاء أكبر بنك في الهند في 1 أبريل 2017. نتيجة لذلك، حصلت الهيئة الفرعية للتنفيذ على تصنيف عالمي يبلغ 236 على مؤشر فورتين 500. يُشير مصطلح البنوك التجارية إلى البنوك التجارية المجدولة وغير المجدولة الخاضعة لقانون تنظيم البنوك لعام 1949.
بشكل عام، يعتبر العرض ونطاق المنتجات والوصول إلى الخدمات المصرفية في الهند ناضجة إلى حد ما، على الرغم من أن الوصول إلى المناطق الريفية في الهند والفقراء لا يزال يمثل تحديًا. وقد طورت الحكومة مبادرات  جادة لمعالجة هذا الأمر من خلال توسيع شبكة فروع البنك الحكومي الهندي ومن خلال البنك الوطني للزراعة والتنمية الريفية (نبادرو) مع بعض التسهيلات مثل التمويل الأصغر.

## التاريخ

### الهند القديمة
الفيدا هي النصوص الهندية القديمة التي تذكُر مفهوم الربا، مع ترجمة كلمة (كوسيدن) على أنها "مرابي". يذكُر آلسوترا (700-100 قبل الميلاد) وجاتاكاس (600-400 قبل الميلاد) الربا أيضًا. كما أدانت نصوص هذه الفترة الربا: فقد نهى فاسيشتا عن اشتراك الرباهمين وكشاتريا فارناس في الربا.  بحلول القرن الثاني الميلادي، أصبح الربا أكثر قبولًا. اعتبر المانوسمريتي الربا وسيلة مقبولة لاكتساب الثروة أو العيش. كما اعتبرت إقراض المال فوق معدل معين ومعدلات سقف مختلفة للطوائف المختلفة إثمًا عظيمًا.
يذكُر آلجاتاكا ودارماشاسترا وكوتيليا أيضًا وجود سندات قرض تسمى رناباترا أو رنبانا أو رناليخايا.
في وقت لاحق خلال فترة موريان (321-185 قبل الميلاد) ، كانت أداة تسمى أديشا قيد الاستخدام، والتي كانت عبارة عن أمر من مصرفي يوجهه لدفع المبلغ الموجود على الورقة النقدية إلى شخص ثالث ، وهو ما يتوافق مع تعريف الورقة النقدية الحديثة الصرف. سُجل الاستخدام الكبير لهذه الأدوات في المدن الكبيرة، أعطى التجار خطابات اعتماد لبعضهم البعض.

### فترة العصور الوسطى
استمر استخدام سندات القرض في العصر المغولي وكان يطلق عليها داستاويز (باللغة الأردية/ الهندية). سُجل نوعين من صكوك القروض. كان داستاويز-إي-ايندوتلب (dastawez-e-indultalab) مستحق الدفع عند الطلب وكان داستاويز-إي-ميادي (dastawez-e-miadi) مستحق الدفع بعد الوقت المحدد. كما سُجل استخدام توجيهات الدفع من قبل سندات الخزانة الملكية، والتي تسمى باراتيس. وُجد أيضًا سجلات للمصرفيين الهنود الذين يستخدمون إصدار سندات الصرف في البلدان الأجنبية. كما حدث تطور هونديس، وهو نوع من أدوات الائتمان، خلال هذه الفترة ولا يزال قيد الاستخدام.

### الحقبة الاستعمارية
خلال فترة الحكم البريطاني، أنشأ التجار بنك الاتحاد في كلكتا في عام 1829 ، أولاً كجمعية مساهمة خاصة، ثم شراكة. كان مالكوها هم أصحاب البنك التجاري السابق وبنك كلكتا، الذين أنشأوا بالتراضي مع بنك الاتحاد ليحل محل هذين البنكين. في عام 1840، أنشأت وكالة في سنغافورة، وأغلقت الوكالة في ميرزابور التي فتحتها في العام السابق. في عام 1840 أيضًا، كشف البنك أنه تعرض لعملية احتيال من قبل محاسب البنك. تأسس بنك الاتحاد في عام 1845 لكنه فشل في عام 1848، بعد أن كان مفلسًا لبعض الوقت واستخدم أموالًا جديدة من المودعين لدفع أرباحها.
تأسس بنك الله أباد في عام 1865 ولا يزال يعمل حتى اليوم، وهو أقدم بنوك الهند مساهمةً، لكنه لم يكن الأول. ينتمي هذا الشرف إلى بنك الهند العليا، الذي تأسس عام 1863 واستمر حتى عام 1913، عندما فشل، حيث تم تحويل بعض أصوله والتزاماته إلى بنك ألاينس في شيملا.